# Owsianka (potrawa)

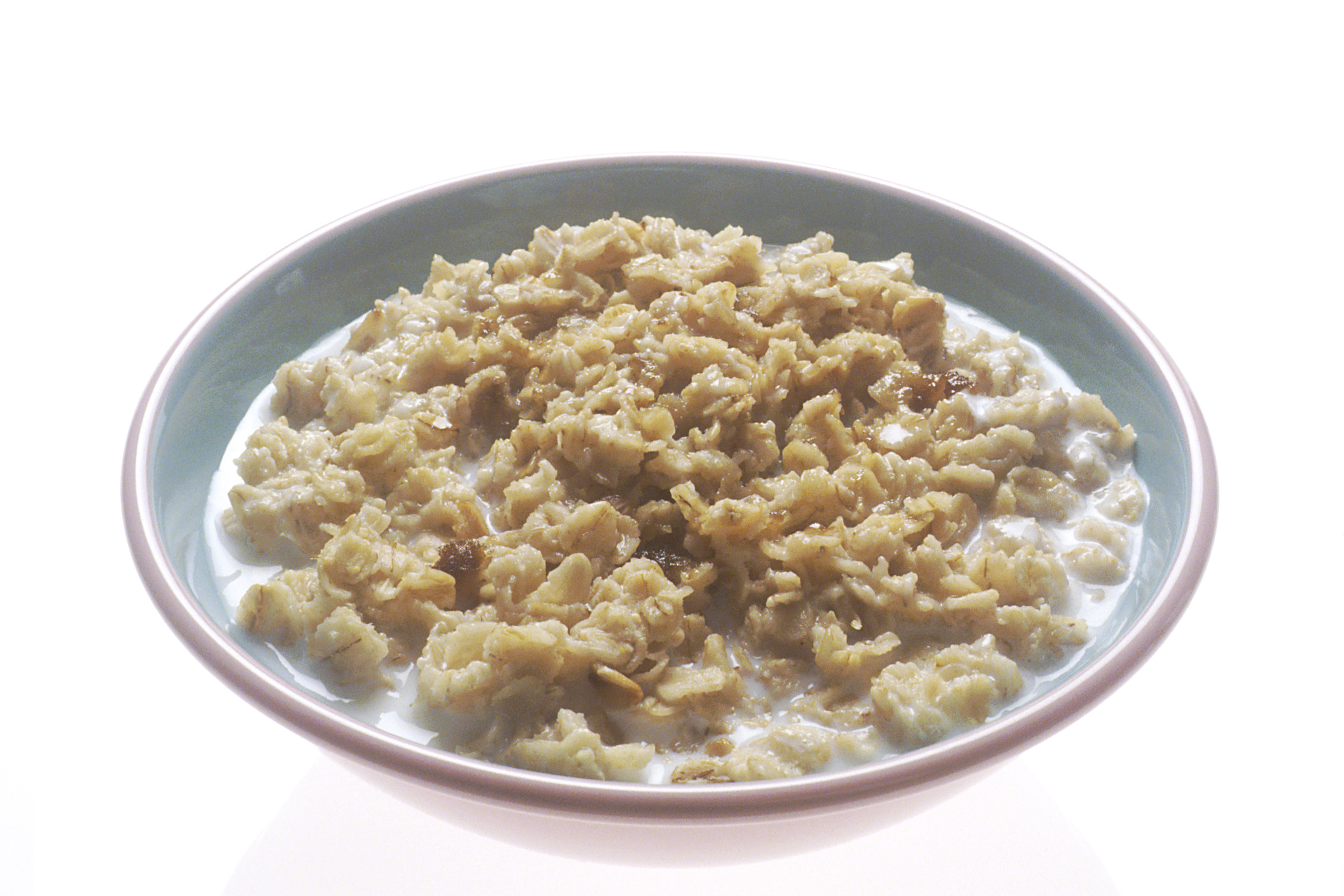
Owsianka – zupa mleczna

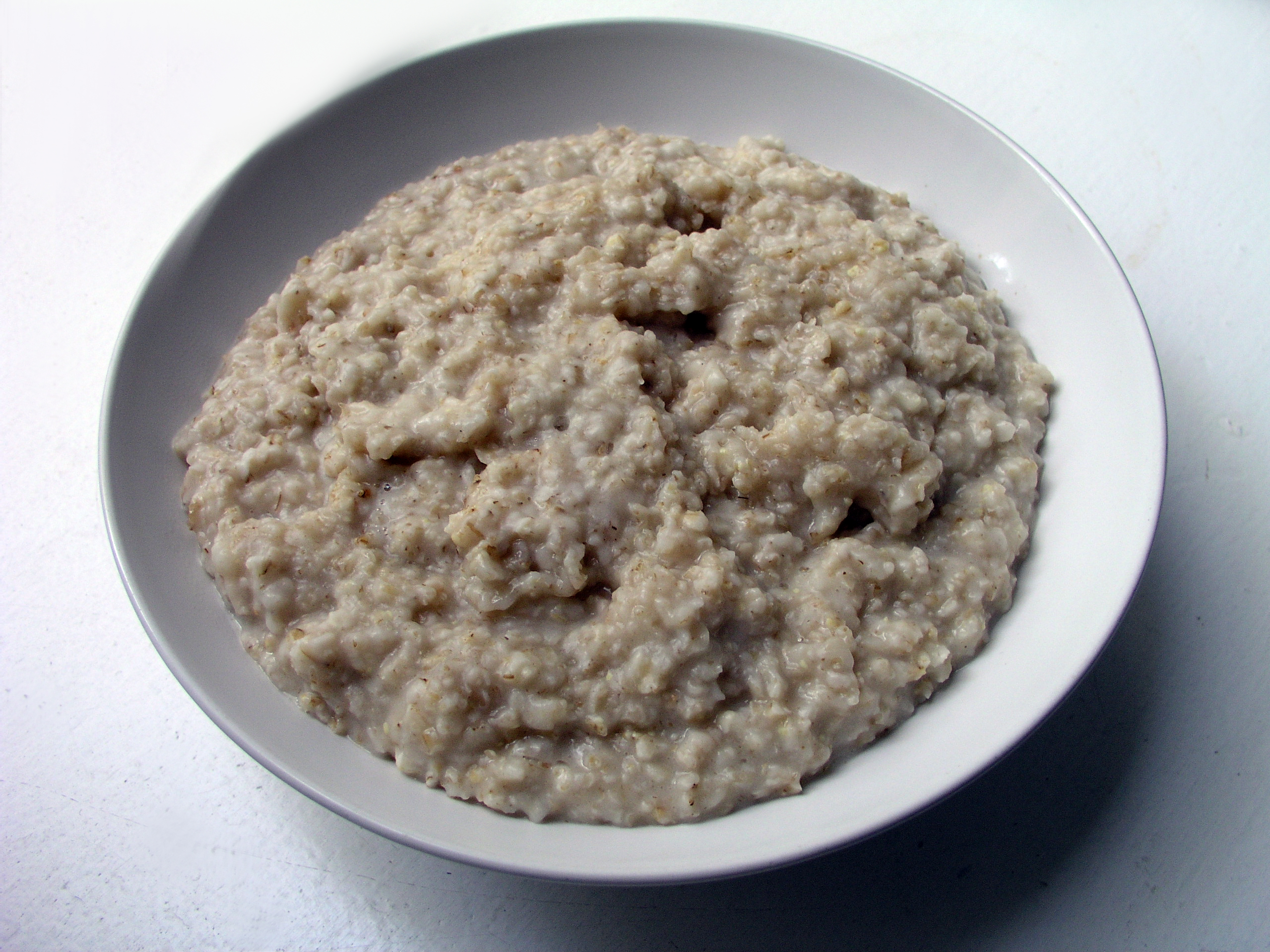
Owsianka – kleik przyrządzony na wodzie

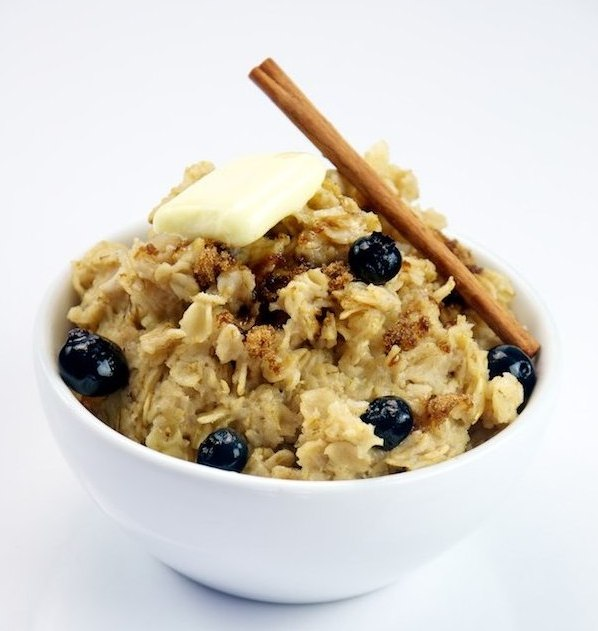
Owsianka z borówkami i innymi dodatkami

Owsianka – zupa lub kleik przyrządzony z płatków owsianych i mleka lub wody. W innym znaczeniu owsianka to krupnik z kaszy owsianej.

## Zupy
Najczęściej przyrządzaną zupą z płatków owsianych jest zupa mleczna. Można też zastąpić nimi np. kaszę w krupniku lub ryż w rosole.

## Kleiki
W zależności od rodzaju płatków mogą być one gotowane lub zalane wrzątkiem i odstawione do wchłonięcia płynu. Owsiankę-kleik spożywa się na gorąco lub po ostygnięciu.
Tradycyjna polska owsianka przyrządzana jest na mleku bez innych dodatków, ze szczyptą soli lub na słodko. Słodkawy posmak potrawie nadaje już sama laktoza – dwucukier występujący w krowim mleku. Owsiankę ugotowaną na wodzie można zabielić jogurtem, kefirem lub maślanką.
Spotyka się wiele wariantów owsianki – wszystko zależy od inwencji kucharza w doborze dodatków smakowych. Do typowej owsianki w wersji na słodko dodaje się owoce (świeże lub suszone), przeciery owocowe, bakalie, orzechy, nasiona, pestki oraz przyprawia całość cynamonem (lub innymi przyprawami korzennymi), miodem, syropem klonowym oraz czasem – dla zrównoważenia słodyczy – solą. Tak przygotowana owsianka lub owsianka w „wersji podstawowej” wchodzi w skład tradycyjnych europejskich śniadań. 
Mniej popularna jest owsianka ugotowana na wywarze mięsnym lub warzywnym, z warzywami (np. z soczewicą). Rzadko owsianka (na mleku lub bulionie) podawana jest jako dodatek do jaj sadzonych czy też mięs. 
Chcąc uzyskać jak najniższy ładunek glikemiczny potrawy należy wybrać płatki o jak najmniejszym stopniu przetworzenia (zwykłe, górskie), gotować tylko chwilę lub wcale i nie dosładzać. Ładunek glikemiczny można obniżyć wzbogacając owsiankę w produkty białkowe – np. soczewicę, orzechy, nasiona słonecznika, pestki dyni, jogurt.